# نيت ثورموند
نيت ثورموند (بالإنجليزية: Nate Thurmond) (مواليد 25 يوليو 1941 في آكرون - 16 يوليو 2016)، هو لاعب كرة سلة أمريكي سابق بدأ مسيرته الاحترافية في سنة 1963. يبلغ طوله 6 قدم 11 بوصة (2.1 م). اعتزل اللعب في 1977.

## فرق لعب لها
- غولدن ستايت ووريورز
- شيكاغو بولز
- كليفلاند كافالييرز

## روابط خارجية
- نيت ثورموند على موقع إن بي أي (الإنجليزية)
- نيت ثورموند على موقع سبورتس رفرنس (الإنجليزية)
- نيت ثورموند على موقع إي إس بي إن.كوم (الإنجليزية)
- نيت ثورموند على موقع كلية كرة السلة في سبورتس رفرنس.كوم (الإنجليزية)
- نيت ثورموند على موقع ريلجم (الإنجليزية)
- نيت ثورموند على موقع بروبوليرز (الإنجليزية)
- نيت ثورموند على موقع قاعة المشاهير الجامعة الوطنية لكرة السلة (الإنجليزية)